# Sándor István (újságíró)
Sándor István (Budapest, 1947. július 6. – Budapest, 2011. április 8.) Rózsa Ferenc-díjas magyar újságíró.

## Életpályája
Szülei Sándor Gyula és Róth Ilona voltak. 1965–1970 között az ELTE Bölcsészettudományi Kar magyar–orosz szakos hallgatója volt. 1970–1981 között a Magyar Távirati Iroda külpolitikai szerkesztőségének munkatársa volt. 1976–1981 között bonni tudósítóként dolgozott. 1981–1986 között a Magyar Televízió A Hét című műsorának szerkesztő-műsorvezetője, 1989–1990-ben felelős szerkesztője volt. 1986–1990 között az MTV Híradó főszerkesztő-helyettese volt. 1989-től a Heted 7 Kiadói Rt. vezérigazgatója volt. 1990-től a 7lap című hetilap főszerkesztője volt. 1992-től a Land Kft. ügyvezető igazgatója volt. 1997–2003 között az Országos Kereskedelmi Rádió Rt. vezérigazgatója, 2003-tól tanácsadója volt.

## Díjai, elismerései
- Nívódíj
- Rózsa Ferenc-díj (1986)